# Васильев, Илья Владимирович
Илья Владимирович Васильев (род. 24 апреля 1997, Горбунки, Ленинградская область) — российский футболист, левый полузащитник.

## Биография

### Карьера в России
Первый профессиональный клуб — «Тосно». В сезоне 2017/18, когда клуб из Ленинградской области выступал в российской премьер-лиге, Васильев провёл 27 матчей и забил 4 гола в молодёжном первенстве. Летом 2018 года перешёл в брянское «Динамо», где провёл полтора сезона в первенстве ПФЛ. Брянский клуб стал победителем зоны «Центр» ПФЛ в сезоне 2019/20, однако футболист ещё зимой покинул клуб.

### «Витебск»
В начале 2020 года перешёл в белорусский «Витебск». Дебютный матч в высшей лиге сыграл 17 мая против «Белшины», заменив на 79-й минуте Антона Матвеенко. В феврале 2021 года покинул клуб.
Во время зимнего перерыва был на просмотре в петербургской «Звезде». В феврале 2021 года был заявлен клубом для участия в XXII турнире МРО "Северо-Запад" на призы Полпреда Президента России в СЗФО.

### «Белшина»
В марте 2021 года присоединился к бобруйскому клубу «Белшина» из Первой Лиги. Дебютировал за клуб 18 апреля 2021 года в матче против пинской «Волны». В матче 30 апреля 2022 года против могилёвского «Днепра» отличился первой результативной передачей за клуб. В своём следующем матче за клуб 5 мая 2021 года против «Слонима» забил свой первый гол. Также отличился забитым голом в первом матче Кубка Белоруссии 29 мая 2021 года против «Кобрина». Первым дублем отметился 24 июля 2021 года в матче против «Слонима». Самый результативный матч в сезоне провёл 25 сентября 2021 года против новополоцкого «Нафтана», забив гол и отдав 2 результативные передачи. По итогу сезона стал одним из лучших игроков клуба, выйдя на поле 31 раз, где игрок забил 10 голов и отдал 11 результативных передач . Занял 2 место в чемпионате и вместе с клубом отправился в Высшую Лигу.
Дебютировал за клуб в Высшей Лиге 20 марта 2022 года против могилёвского «Днепра», также выйдя на поле с капитанской повязкой. Первый свой гол в сезоне забил 11 апреля 2022 года в матче против «Гомеля». В матче 21 мая 2022 года против «Ислочи» отличился сначала голом, а позже еще отдал результативную передачу, что помогло одержать победу. В матче 6 августа 2022 года против могилёвского «Днепра» футболист отличился первым в сезоне забитым дублем. Свой очередной дубль оформил в матче 20 августа 2022 года против «Гомеля». Всю осеннюю часть сезона футболист пропустил из-за полученной травмы. По итогу сезона стал лучшим бомбардиром клуба c 9 голами, а также ещё записав на свой счёт 2 результативные передачи.
В феврале 2023 года футболист находился в распоряжении минского «Динамо». Во время межсезонного матча за минский клуб против новополоцкого «Нафтана» футболист снова получил травму, связанную повреждением мениска.